# Казарго
Казарго (итал. Casargo) је насеље у Италији у округу Леко, региону Ломбардија.
Према процени из 2011. у насељу је живело 649 становника. Насеље се налази на надморској висини од 813 м.

## Становништво
| 1951. | 1961. | 1971. | 1981. | 1991. | 2001. | 2011. |
| ----- | ----- | ----- | ----- | ----- | ----- | ----- |
| 991   | 891   | 900   | 881   | 867   | 890   | 849   |